# Рождествено-Тезиково
Рожде́ствено-Те́зиково (рос. Рождествено-Тезиково) — село складі Наровчатського району Пензенської області, Росія.
Населення — 244 особи (2010; 281 у 2002).
Національний склад станом на 2002 рік:
- росіяни — 100 %